# I liga 1970-1971 (pallacanestro maschile)
La I liga 1970-1971 è stata la 37ª edizione del massimo campionato polacco di pallacanestro maschile. La vittoria finale è stata ad appannaggio dello Wybrzeże Danzica.

## Risultati

### Stagione regolare
|     | Squadra             | G  | V  | P  | PF   | PS   | Pt. | Qualificazione        |
| --- | ------------------- | -- | -- | -- | ---- | ---- | --- | --------------------- |
| 1.  | Wybrzeże Danzica    | 36 | 30 | 6  | 3449 | 2707 | 66  |                       |
| 2.  | Wisła Cracovia      | 36 | 28 | 8  | 3002 | 2678 | 64  |                       |
| 3.  | Śląsk Breslavia     | 36 | 25 | 11 | 2951 | 2677 | 61  |                       |
| 4.  | AZS Varsavia        | 36 | 20 | 16 | 2869 | 2746 | 56  |                       |
| 5.  | Polonia Varsavia    | 36 | 20 | 16 | 2865 | 2791 | 56  |                       |
| 6.  | Lech Poznań         | 36 | 17 | 19 | 2715 | 2702 | 53  |                       |
| 7.  | Legia Varsavia      | 36 | 15 | 21 | 2978 | 3018 | 51  |                       |
| 8.  | Lublinianka Lublino | 36 | 15 | 21 | 2666 | 2782 | 51  |                       |
| 9.  | Górnik Wałbrzych    | 36 | 12 | 24 | 2679 | 3181 | 48  | retrocesse in II liga |
| 10. | Społem Łódź         | 36 | 0  | 36 | 2478 | 3210 | 36  | retrocesse in II liga |

| I liga 1970-1971           |
| -------------------------- |
| Wybrzeże Danzica 1º titolo |

## Formazione vincitrice
| N° | Naz.               | Ruolo | Sportivo              |  | Alt. |  |
| -- | ------------------ | ----- | --------------------- |  | ---- |  |
|    | Polonia (bandiera) | P     | Krzysztof Bielak      |  | 181  |  |
|    | Polonia (bandiera) | G     | Marcin Bombka         |  | 186  |  |
|    | Polonia (bandiera) | AC    | Janusz Cegliński      |  | 201  |  |
|    | Polonia (bandiera) | G     | Zbigniew Felski       |  | 185  |  |
|    | Polonia (bandiera) | A     | Michał Grabowski      |  | 195  |  |
|    | Polonia (bandiera) | P     | Jan Jargiełło         |  | 182  |  |
|    | Polonia (bandiera) | P     | Andrzej Jezierski     |  | 178  |  |
|    | Polonia (bandiera) | A     | Edward Jurkiewicz     |  | 195  |  |
|    | Polonia (bandiera) | C     | Marek Mikulski        |  | 205  |  |
|    | Polonia (bandiera) | A     | Henryk Nowak          |  | 194  |  |
|    | Polonia (bandiera) | A     | Jan Nowicki           |  | 195  |  |
|    | Polonia (bandiera) |       | Włodzimierz Rechowicz |  |      |  |
|    | Polonia (bandiera) | P     | Wojciech Rybowski     |  | 180  |  |
|    | Polonia (bandiera) |       | Zygmunt Wysocki       |  |      |  |
|    | Polonia (bandiera) | All.  | Ryszard Stasik        |  |      |  |

## Premi e riconoscimenti
- MVP stagione regolare:  Edward Jurkiewicz, Wybrzeże Danzica